# لر (اسلام‌آباد غرب)
لر (اسلام‌آبادغرب)، روستایی از توابع بخش مرکزی شهرستان اسلام‌آباد غرب در استان کرمانشاه ایران در فاصله ۳ کیلومتری شهرستان اسلام آباد غرب است.پمپی ۸۰۰

## جمعیت
این روستا در دهستان حومه جنوبی قرار دارد و براساس سرشماری مرکز آمار ایران در سال ۱۳۸۵، جمعیت آن ۳۶۲ نفر (۸۱خانوار) بوده‌است. طبق آمار سال ۱۳۹۸ این روستا دارای ۴۰۰ نفر(۱۰۰خانوار) جمعیت می‌باشد.

## پیشه مردم
کشاورزی و باغداری در این روستا رواج داشته، اما از قدیم اکثریت مردم روستا در ادارات دولتی خصوصا آموزش و پرورش مشغول بکار بوده‌اند، هم اکنون نیز بسیاری از مردم این روستا در ادارات دولتی مشغول به کارند.

## نخبگان روستا
روستای لُر زادگاه بزرگمرد و مصلح نامی ایل کلهر حاج مراد رشیدپور رییس اسبق دارایی شهرستانهای گیلانغرب؛کرندغرب؛ایوان غرب و ... می باشد،همچنین این روستا دارای بیش از ۸۰ پزشک عمومی و متخصص وفوق تخصص می‌باشدکه سرآمد آنها و افتخار روستا دکتر محمدرضا فتاحی و نیز دکتر اردشیرمحمدی متخصص قلب.
دکتر سیروس حقی متخصص بیهوشی دکتر علی علیزاده متخصص کودکان دکتر مستوره حسینی متخصص اطفال.دکتر سحررشیدی فوق تخصص زنان وزایمان.دکترمحمدرشیدی متخصص جراحی عمومی.دکترکیوان حسینی متخصص جراحی عمومی. را می‌توان نام برد و دارای اساتید برجسته دانشگاهی از جمله پروفسور علی مصطفایی دکترای ایمونولوژی دانشگاه علوم پزشکی کرمانشاه. دکترعلی محمدرشیدی معاون اداری مالی دانشگاه رازی کرمانشاه.دکترشایان مصطفایی دانشیار دانشگاه علوم پزشکی کرمانشاه. دکترلعیامحمدی استاد دانشگاه در آمریکا،رضا رشیدپور (فرزند مرحوم مراد رشیدپور) استاد ادبیات انگلیسی دانشگاههای کردستان و تبریز و ...و دارای مدیران استانی از قبیل حاج بهمنیار شیخی معاونت پیشین استانداری کرمانشاه. حاج محسن مصطفایی مدیر کل اسبق گمرکات استان و در سمت‌های نظامی ازسرتیپ ۲ خلبان فارس شیخی معاون هماهنگ‌کننده هوانیروز مرحوم سردارکیومرث شیخی فرمانده مرزبانی کردستان و سردار حاج کیقباد مصطفایی فرمانده انتظامی استان کهکیلویه وبویر احمد نام برد.رضا رشیدپور

## جاذبه های روستا
از جاذبه های این روستا از رودخانه راوند با بیش از ۲۲۹۷ کیلومتر طول که از کرند غرب شروع شده و به رود سیمره می‌ریزد تپه باستانی میتوان نام برد.
 آدرس فضای مجازی Village loor در اینستاگرام میباشد. [روستای لر]